# Алювіальні води
Алювіальні води — підземні води, які належать до древніх і сучасних відкладів річкових долин (галечник, гравій, пісок з включеннями глини).
Товщина водоутримуючого шару в залежності від товщини алювіальних відкладень у великих річках досягає 15 м, в деяких місцях - 30-50 м. Приплив алювіальної води відбувається за рахунок надземних вод, атмосферної вологи, іноді від водних шарів у глибині тектонічних розломів. Алювіальна вода, розташована близько до поверхні землі, має низьку мінералізацію (до 1-3 г / л). Алювіальну воду використовують для забезпечення населених пунктів питною водою. Величезні запаси прісної алювіальної води зустрічаються в руслах річок Південного, Центрального і Східного Казахстану. Останнім часом на алювіальні води негативно впливає забруднення надземних вод.